# 邮局公司
邮局公司（Post Office Limited）是英国的一家零售公司，在英国提供邮寄和银行业务。

## 历史
它和皇家邮政以前都是英国邮政总局的一部分。1987年，该公司正式成立，当时名为“Post Office Counters Limited”， 2001年改名“Post Office Limited”。